# Демократски фронт (Црна Гора)
Демократски фронт (ДФ) је била политичка коалиција у Црној Гори. Основана је 24. јула 2012. године од стране Покрета за промјене (ПЗП) на челу са Небојшом Медојевићем и Нове српске демократије (НСД) на челу са Андријом Мандићем. У стварању Демократског фронта учествовале су и разне нестраначке личности, међу којима је био и Миодраг Лекић, који је изабран за првог предсједника ДФ и био кандидат на председничким изборима 2013. године.
Коалицији су накнадно приступиле и неке друге странке, друштвене организације и истакнути појединци, а касније је дошло и до иступања појединих коалиционих чланица из ДФ, тако да се састав коалиције у више наврата мијењао. Окосницу Демократског фронта су од оснивања у континуитету чинили ПЗП и НСД, а убрзо им се придружила и Демократска народна партија Милана Кнежевића.
Основни циљ Демократског фронта огледао се у тежњи ка обједињавању опозиционих снага у ради смјене режима Мила Ђукановића и Демократске партије социјалиста. Након што је ДПС изгубио извршну власт на парламентарним изборима 2020. године, а Ђукановић изгубио председничке изборе 2023. године, конституенти коалиције су 14. маја 2023. године саопштили да је Демократски фронт испунио циљ оснивања и да престаје са постојањем, а да чланице коалиције настављају своје политичке борбе различитим путевима, али ка истом циљу.

## Однос према српском питању
Пошто је настала као производ политичког компромиса између српских (НСД) и несрпских (ПЗП) чинилаца, коалиција Демократски фронт је од свог оснивања имала амбивалентан однос према кључним питањима која се односе на положај српског народа у Црној Гори, што је дошло до пуног изражаја приликом формулисања коалиционог програма (2012), који је на веома детаљан начин, у чак 595 посебних тачака, дефинисао политику ДФ према разним друштвеним питањима, али без иједног помена српског народа у цјелокупном тексту програма, чиме је уједно био избјегнут и сваки изричити помен угрожености Срба у Црној Гори, а једини изузетак у том смислу учињен је у 382. тачки, која је садржала захтјев да се и српском језику у Црној Гори призна статус службеног језика, поред већ признатог црногорског језика.
Потпуним одсуством помена српског народа и кључних питања која се односе на његов положај у Црној Гори, као што су: престанак дискриминације и асимилације, признавање пуне равноправности и конститутивности, обустављање десрбизације и заштита од црногоризације, оснивачи Демократског фронта су у широком луку заобишли најзначајније проблеме са којима се у Црној Гори суочава српски народ. Пристајање руководства Нове српске демократије на учешће у стварању коалиције без српске одреднице у називу и помена српског народа у програму, изазвало је бројне недоумице у српској политичкој јавности, што је утицало и на укупне резултате Демократског фронта, на свим изборним нивоима.
У знатном дијелу српске јавности, одустајање руководства НСД од јасног формулисања српских националних интереса у оквиру Демократског фронта било је схваћено као уступак коалиционим партнерима, а такође и као покушај рехабилитације Небојше Медојевића и његовог Покрета за промјене, који је својим ранијим пристајањем уз режим у јесен 2007. године омогућио усвајање уставних рјешења којима је српском народу у Црној Гори ускраћена конститутивност, док је српском језику одузет дотадашњи статус званичног језика у тој држави.
Прве посљедице удруживања НСД са антисрпским чиниоцима у оквиру Демократског фронта показале су се непосредно након стварања те коалиције. Свега неколико дана уочи скупштинских избора који су у Црној Гори одржани у октобру 2012. године, Миодраг Лекић је у својству предсједника ДФ и носиоца изборне листе изјавио да Демократски фронт у случају изборне побједе и доласка на власт неће повући одлуку о признању Косова, коју је Влада Црне Горе донијела 2008. године, а која је у вријеме доношења била схваћена као антисрпски чин историјских размјера, услед чега је у Црној Гори тада (2008) дошло до масовних јавних протеста. Иако је Лекићевим односом према косовском питању било потврђено постојање антисрпских тенденција у оквиру Демократског фронта, Нова српска демократија је већ у том тренутку била до те мјере везана за новостворену коалицију да је не само остала у њеном саставу, дајући тиме легитимитет Лекићевим ставовима, већ је на наредним предсједничким изборима који су одржани недуго потом, у априлу 2013. године, снажно подржала Лекићеву кандидатуру, наводећи тиме српске бираче на парадоксално и понижавајуће гласање за личност која је од почетка своје политичке дјелатности саучествовала у креирању и спровођењу антисрпске политике.
У раздобљу од 2012. до 2015. године, челници НСД су у разним приликама покушавали да умање значај Лекићевих ставова, нудећи разна умирујућа објашњења и позивајући се на плурализам мишљења у оквиру Демократског фронта, уз видно уздржавање од изрицања било каквих јавних осуда на рачун свог коалиционог предсједника, кога су подржавали и као кандидата на предсједничким изборима. Тек након Лекићевог одласка из Демократског фронта (2015) и уласка његовог Демократског савеза у реконструисану Владу Мила Ђукановића (2016), челници НСД су јавно признали да је Лекић био једна од њихових највећих политичких грешака. Међутим, нико од српских представника у руководству Демократског фронта није преузео одговорност за поменуту грешку, нити су из исте извукли било какве поуке, пошто су сличну грешку касније поновили и са Младеном Бојанићем, након чега је поново изостало преузимање било какве одговорности за завођење српских бирача на разне политичке странпутице, које су из године у годину водиле ка све интензивнијем разарању српског политичког и националног идентитета у Црној Гори.

## Чланице коалиције
| Политичка партија | Политичка партија                  | Политичка партија | Идеологија                                                          | Лидер              | Од    | Бр. мандата      |
| ----------------- | ---------------------------------- | ----------------- | ------------------------------------------------------------------- | ------------------ | ----- | ---------------- |
|                   | Нова српска демократија            | НСД               | Национални конзервативизам Српски национализам                      | Андрија Мандић     | 2012– | 9 / 81           |
|                   | Покрет за промјене                 | ПзП               | Десничарски популизам Теоризам завере Евроскептицизам               | Небојша Медојевић  | 2012– | 5 / 81           |
|                   | Демократска народна партија        | ДНП               | Друштвени конзервативизам Популизам Русофилија                      | Милан Кнежевић     | 2015– | 5 / 81           |
|                   | Радничка партија                   | РП                | Друштвени конзервативизам Популизам                                 | Максим Вучинић     | 2020– | 1 / 81           |
|                   | Српска радикална странка           | СРС               | Српски ултранационализам Русофилија                                 | Илија Дармановић   | 2016– | Ванпарламентарна |
|                   | Југословенска комунистичка партија | ЈКП               | Комунизам Титоизам Југославизам                                     | Зоран Радошевић    | 2016– | Ванпарламентарна |
|                   | Слободна Црнa Горa                 | СЦГ               | Друштвени конзервативизам Десничарски популизам Српски национализам | Владислав Дајковић | 2021– | Ванпарламентарна |

### Бивши чланови
| Политичка партија | Политичка партија                        | Скраћеница | Лидер               | Члан      |
| ----------------- | ---------------------------------------- | ---------- | ------------------- | --------- |
|                   | Партија уједињених пензионера и инвалида | ПУПИ       | Момир Јоксимовић    | 2012—2016 |
|                   | Демократска странка јединства            | ДСЈ        | Небојша Јушковић    | 2015—2017 |
|                   | Отпор безнађу                            | ОБ         | Младен Бојанић      | 2016—2017 |
|                   | Демократска српска странка               | ДСС        | Драгица Петровић    | 2016—2020 |
|                   | Права Црна Гора                          | Права      | Марко Милачић       | 2020      |
|                   | Уједињена Црна Гора                      | УЦГ        | Владимир Добричанин | 2020—2022 |

### Редосљед промјена у саставу коалиције
- У марту 2015. године, Миодраг Лекић је са својим присталицама напустио ДФ и формирао сопствену странку Демократски савез (ДЕМОС).[11]
- У априлу 2015. године, Бошњачка демократска партија Црне Горе, након претходног напуштања ДФ, склапа савез са ДЕМОС-ом Миодрага Лекића.[12]
- Крајем 2015. године, посланица Јелисава Калезић напустила је посланички клуб ДФ у Скупштини Црне Горе, а уједно је иступила и из чланства ДФ.[13]
- У априлу 2016. године, група Грађанска акција напустила је Демократски фронт.[14]
- 31. августа 2016. године, Демократска српска странка је приступила Демократском фронту.[15]
- 7. септембра 2016. године, Југословенска комунистичка партија Црне Горе је приступила Демократском фронту.[16]
- 18. септембра 2016. године, политички покрет Отпор безнађу на челу са послаником Младеном Бојанићем приступа Демократском фронту.[17]
- 19. септембра 2016. године, Српска радикална странка Илије Дармановића и Покрет за Пљевља Новице Станића приступили су Демократском фронту.[18]
- Средином новембра 2017. године, политички покрет Отпор безнађу на челу са новим лидером Марком Милачићем иступа из Демократског фронта.[19]
- Крајем 2018. године, Покрет за Пљевља се колективно прикључио Правој Црној Гори, која се налази изван Демократског фронта.[20]
- У марту 2019. године, Радничка партија је иступила из Демократског фронта.[21]

## Историја
Прве замисли о стварању шире опозиционе коалиције разматране су током сусрета опозиционих лидера који је одржан 5. септембра 2008. године у Плавници, чиме је означен почетак политичког приближавања између странака које су водили Небојша Медојевић и Андрија Мандић, а конкретне идеје о стварању Демократског фронта формулисане су нешто касније, током јесени 2009. године, када су руководства Покрета за промјене и Нове српске демократије постигла начелну сагласност о потреби формирања политичке коалиције. Иако је из поменутих странака најављивано да би до формирања ДФ могло доћи већ током прољећа 2010. године, та најава се показала као неостварива, усљед низа неријешених питања која су оптерећивала односе између опозиционих странака. Пошто челници ПЗП и НСД нису успјели да постигну договор са руководством Социјалистичке народне партије Црне Горе, од најављеног формирања Демократског фронта се тада одустало. Један од главних разлога за тадашње одустајање од овог политичког подухвата огледао се у великом неповјерењу већине српских и просрпских странака према руководству ПЗП, које је још у јесен 2007. године напустило тадашњу опозициону платформу и прешло на страну режима приликом доношења новог Устава Црне Горе, којим је српском народу у Црној Гори ускраћена конститутивност, док је српском језику ускраћен статус службености.
Замисао о стварању Демократског фронта обновљена је почетком 2012. године, када је дошло до нових преговора међу опозиционим странкама. Ова коалиција је званично основана у јулу исте године, од стране ПЗП и НСД, а у оснивању је учествовала и група нестраначких личности. За првог предсједника ДФ изабран је Миодраг Лекић, бивши министар спољних послова Црне Горе и некадашњи амбасадор Савезне Републике Југославије у Италији.
У исто вријеме, обновљени су преговори са Социјалистичком народном партијом Црне Горе, која је 5. августа 2012. године саопштила да ће Демократском фронту приступити уколико јој буде призната половина кандидатских мјеста на заједничкој изборној листи, док би другу половину чинили кандидати ПЗП и НСД. Иако до споразума о заједничком наступу није дошло, дио руководства СНП се ипак одлучио за самостални улазак у ДФ што је довело до раскола у СНП. Поменута фракција СНП, коју су предводили Предраг Булатовић и Милан Кнежевић, представљала је посебну групу унутар ДФ, која се касније (2014) организовала као Демократска народна партија Црне Горе. Сва ова збивања довела су до озбиљног нарушавања односа између ДФ и СНП, чиме су продубљене подјеле у опозиционим редовима.

### Учешће на изборима
На скупштинским изборима који су у Црној Гори одржани у октобру 2012. године, коалициону листу Демократског фронта су чиниле: Нова српска демократија, Покрет за промјене, Демократска странка јединства, Бошњачка демократска партија Црне Горе и Група бирача Милан Кнежевић, а носилац листе је био Миодраг Лекић. Према званичним резултатима, Демократски фронт је освојио 82.773 гласова (22,82%) и 20 посланичких мандата, чиме је постао најзначајнија опозициона снага у Скупштини Црне Горе.
На предсједничким изборима који су у Црној Гори одржани у априлу 2013. године, ДФ је кандидовао свог тадашњег коалиционог предсједника Миодрага Лекића, етничког Црногорца, који је освојио 154,289 гласова (48.79%), изгубивши у првом кругу.
На скупштинским изборима који су у Црној Гори одржани у октобру 2016. године, ДФ је освојио 77.784 гласова (20,3%) и 18 посланичких мандата, потврдивши друго мјесто, одмах иза владајућег ДПС-а.
На предсједничким изборима који су у Црној Гори одржани у априлу 2018. године, ДФ је подржао кандидатуру Младена Бојанића, етничког Црногорца, који је освојио 111,711 гласова (33,40%), изгубивши изборе већ у првом кругу.

### Однос према уставним промјенама
Иако се Демократски фронт од свог оснивања залагао за уставне промјене, међу чланицама коалиције није постигнута пуна сагласност о кључним питањима која се односе на уставни положај српског народа у Црној Гори. На једној страни, НСД се залагала за уставне промјене којима би српском народу у Црној Гори била призната конститутивност и пуна равноправност, док је ПЗП наставио да заступа грађански концепт, не оспоравајући постојећа уставна рјешења, за која су посланици ПЗП гласали 2007. године приликом усвајања важећег Устава Црне Горе. Ове разлике су дошле до изражаја након сједнице Предсједништва ДФ, која је одржана 9. септембра 2019. године, на којој је поновљен начелан став о неопходности уставних промјена. Након поменуте сједнице, представници НСД су поновили захтјев за уставним признањем народне заставе и пуне равноправности српског језика у Црној Гори, али без помињања конститутивности српског народа, чиме је учињен уступак коалиционим партнерима из ПЗП. На другој страни, представници ПЗП су у потпуности прешли преко српског питања, задржавајући се на начелном залагању за промјену устава у циљу увођења механизама непосредне демократије. Примјетни раскорак између ставова НСД и ПЗП по питању садржаја и обима предложених уставних промјена представљао је још једно у низу свједочанстава о постојању суштинских разлика унутар Демократског фронта, који за седам година постојања (2012-2019) никада није заузео јединствен став по питању конститутивности српског народа у Црној Гори.

## Списак предсједника
| Бр.                    | Предсједник       | Предсједник    | Предсједник | Рођен-Умро | Почетак функције | Крај функције  |
| ---------------------- | ----------------- | -------------- | ----------- | ---------- | ---------------- | -------------- |
| 1                      |                   | Миодраг Лекић  |             | 1947—      | 24. јул 2012.    | 11. март 2015. |
| Колективно руководство |                   |                |             |            |                  |                |
| Бр.                    | Члан              | Члан           | Члан        | Рођен—Умро | Почетак функције | Крај функције  |
| 2                      |                   | Андрија Мандић |             | 1965—      | 11. март 2015.   | 14. мај 2023.  |
| 2                      | Милан Кнежевић    |                | 1980—       |            | 11. март 2015.   | 14. мај 2023.  |
| 2                      | Небојша Медојевић |                | 1966—       |            | 11. март 2015.   | 14. мај 2023.  |